# Душко Бабић
Душко Бабић (Гламоч, 1959) је српски књижевник, доктор наука, управник Српске књижевне задруге и некадашњи директор Филолошке гимназије у Београду.

## Биографија
Рођен је 1959. године у Гламочу. Завршио је студије југословенске и опште књижевности на Филолошком факултету Универзитета у Београду 1983. године, на којем је 2003. године докторирао са темом "Мистичко искуство у песништву српског романтизма".
Радио је као професор књижевности у Филолошкој гимназији у Београду од 1995. године. Између 2007. и 2019. године је био њен директор.
За управника Српске књижевне задруге је изабран 2019. године.

## Награде
На фестивалу поезије Смедеревска песничка јесен је 1983. године добио Награду Златна струна.

## Дела
- Позориште ирационалног – студије о драми Александра Поповића, Матица српска, Нови Сад, 1988;
- Тескобе, „Рад“, Београд, 1997;
- Песме српског солдата, „Рад“, Београд, 1998;
- Трпија, „Ослобођење“, Српско Сарајево, 2001;
- Мистика српског романтизма, Завод за уџбенике и наставна средства, Српско Сарајево, 2004;
- Народ на међи, СКЗ, Београд, 2012;
- Умити се, сузама, изабране и нове песме, Српска књижевна задруга, Београд, 2015;
- Повратак, изабране песме, Смедеревска песничка јесен, Смедерево, 2017;
- Ако љубав нисмо, збирка песама, Српска књижевна задруга, 2017;
- Његошев национализам, Catena Mundi, 2020.